# 4-甲基苯胺
4-甲基苯胺是有机化合物，化学式C₇H₉N，是甲苯胺的同分异构体。

## 合成
4-甲基苯胺可由氢气、水合肼、硼氢化钠、铝汞齐等还原剂还原4-硝基甲苯得到。

## 反应

### 氨基的反应
4-甲基苯胺可以和酰卤或酸酐反应得到相应酰胺，如和对甲苯磺酰氯反应，得到N-(对甲苯基)对甲苯磺酰胺；和乙酸酐反应，得到N-对甲基苯基乙酰胺；和酸或卤代烃反应，得到4-甲基苯铵盐或相应的季铵盐；和醛反应，生成氮－碳偶联的产物，如：

### 苯环的取代反应
和N-溴代丁二酰亚胺反应得到2-溴-4-甲基苯胺；碘和二甲基亚砜存在時和4-氟苯硫酚在二甲基甲酰胺反应，可得到取代氨基邻位的产物2-(4-氟苯硫基)-4-甲基苯胺；和甲醛反應生成Tröger氏鹼。